# 彼得羅斯山 (馬爾馬羅什山脈)
47°57′45.5″N 24°20′22.3″E / 47.962639°N 24.339528°E

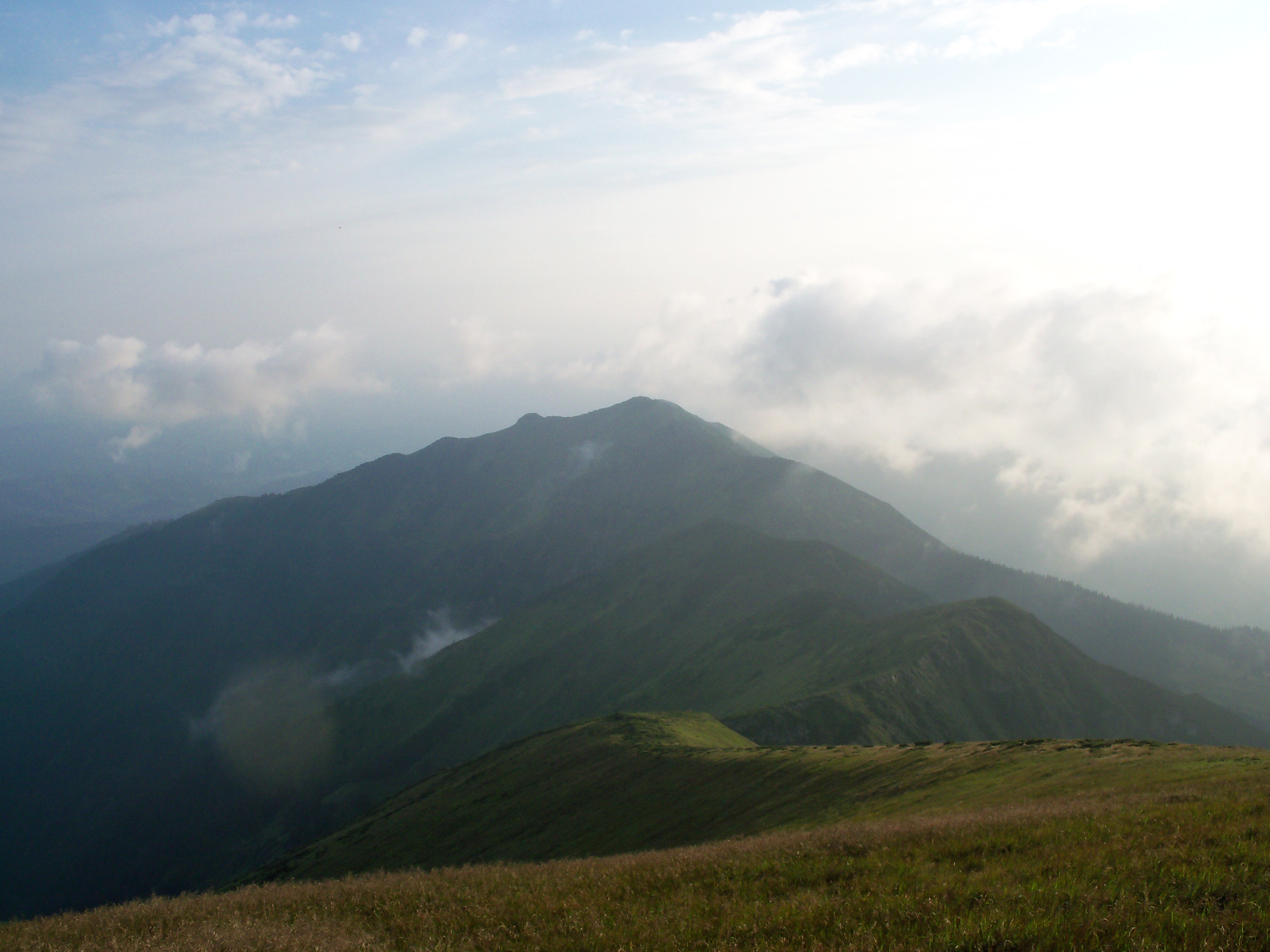

彼得羅斯山是烏克蘭的山峰，位於該國西部外喀爾巴阡州，處於拉希夫區，屬於烏克蘭喀爾巴阡山脈中馬爾馬羅什山脈的一部分，海拔高度1,781米。